# Filettino
Filettino é uma comuna italiana da região do Lácio, província de Frosinone, com cerca de 550 habitantes. Estende-se por uma área de 77 km², tendo uma densidade populacional de 7 hab/km². Faz fronteira com Canistro (AQ), Capistrello (AQ), Cappadocia (AQ), Castellafiume (AQ), Civitella Roveto (AQ), Guarcino, Morino (AQ), Trevi nel Lazio, Vallepietra (RM).

## Demografia
| Variação demográfica do município entre 1861 e 2011                               |
|                                                                                   |
| Fonte: Istituto Nazionale di Statistica (ISTAT) - Elaboração gráfica da Wikipedia |